# هارتموت نيفين
هارتموت نيفن (بالإنجليزية: Hartmut Neven)‏ (من مواليد عام 1964 في آخن، ألمانيا) وهو عالم يعمل في الحاسوب الكمومي والرؤية الحاسوبية والروبوتية وكذلك العلوم العصبية الحاسوبية. اشتهر بعمله بالتعرف على الوجوه والمحتويات ومساهماته في التعلم الآلي الكمي. يعمل حاليًا مديرًا للهندسة في جوجل حيث يتولى قيادة مختبر الذكاء الاصطناعي الكمومي.

## تعليمه
درس هارتموت نيفين الفيزياء والاقتصاد في كل من: البرازيل، كولونيا، باريس، توبينغن والقدس. كتب أطروحه الماجستير على نموذج الخلايا العصبية للتعرف على الأشياء في معهد ماكس بلانك للسايبرتونيولوجي البيولوجي في إطار فالنتينو برايتنبرغ. في عام 1996 حصل على درجة الدكتوراه من معهد علم الأعصاب العصبي في جامعة الرور في بوخوم بألمانيا، من أجل أطروحة عن «ديناميات الروبوتات المتنقلة المستقلة ذات الرؤية الموجهة» التي كتبت تحت إشراف كريستوف فون دير مالسبورج.

## أعماله
كان نيفين أستاذًا مساعدًا لعلوم الكمبيوتر في جامعة كاليفورنيا الجنوبية في مختبر الرؤية البيولوجية والحسابية. في وقت لاحق عاد رئيسًا لمختبر واجهات الإنسان والآلة في معهد علوم المعلومات التابع لجامعة جنوب كاليفورنيا.
شارك نيفين في تأسيس شركتين وهما شركة Eyematic التي خدم فيها وشركة نيفين فيجن الذي كان في البداية رئيسًا تنفيذيًا لها. في شركة Eyematic طور تحليل للوجه في الوقت الحقيقي للرسوم المتحركة «أفاتار». كانت شركة نيفين فيجن رائدة البحث البصري للجوّال في الهواتف المزوّدة بالكاميرات واكتسبتها جوجل في عام 2006. في جوجل، قام بإدارة فرق مسؤولة عن تطوير تقنيات البحث المرئي من جوجل وكان مديرًا هندسيًا لـ نظارات جوجل. كان أحد مؤسسي مشروع نظارات جوجل.
فازت الفرق التي يقودها نيفين مرارًا وتكرارًا بأعلى الدرجات في الاختبارات التي ترعاها الحكومة والتي صممت لتحديد أكثر برامج التعرف على الوجه دقة. في عام 2013، فاز فريقه للتعرف على الشخصية البصرية في مسابقة ICDAR للقراءة القوية بهامش واسع.
في عام 2006 بدأ نيفين في استكشاف تطبيق الحاسوب الكمومي على المشكلات الاندماجية الصعبة الناشئة في تعلم الآلة. بالتعاون مع D-Wave Systems طور أول نظام للتعرف على الصور على أساس الخوارزميات الكمومية. وقد أظهر ذلك في SuperComputing07. وفي عام 2009 أظهر فريقه "NIPS" أول مصنف ثنائي تم تدريبه على معالج الكم.

## وصلات خارجية
- Keynote Presentation at the International Conference on Machine Learning ICML 2011 on Google Goggles and Machine Learning with Quantum Algorithms
- NIPS Video Lecture: Training a Binary Classifier with the Quantum Adiabatic Algorithm
- Google Tech Talk Series on Quantum Computing
- Preprints of Hartmut Neven on arxiv.org
- Der Spiegel: Google und Nasa präsentieren Quantencomputer